# 글리제 229

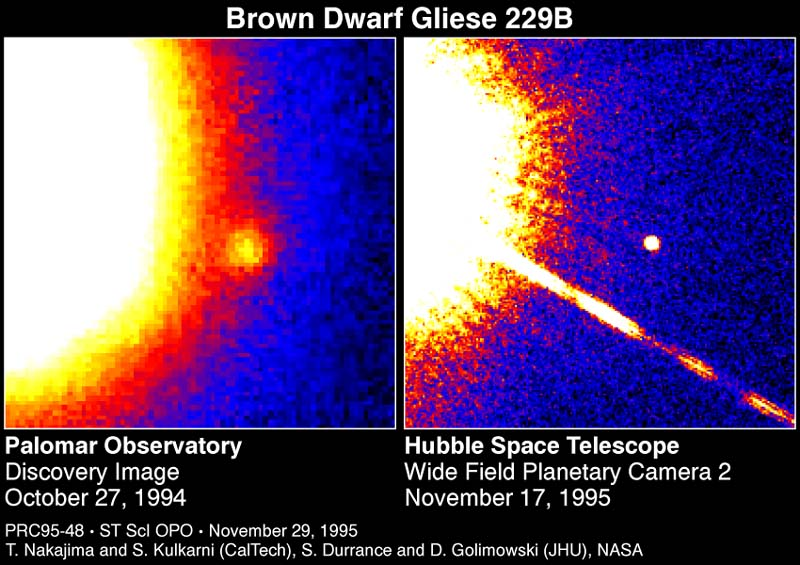
글리제 229A와 B.

글리제 229(글리제 229A, Gl 229, GJ 229)는 토끼자리에 있는 적색왜성으로, 지구에서 약 19 광년 떨어져 있다. 이 별은 플레어 별로 알려져 있다. 질량은 태양의 약 46%이며 지름은 태양의 63%이며 분광형 M1V의 적색왜성이다. 1994년 팔로마 천문대에서 이 항성의 옆에 있는 갈색 왜성 글리제 229B를 촬영하는 데 성공했다. 1995년 허블 우주망원경이 팔로마보다 더 해상도가 높은 사진을 찍는 데 성공했다.(우측 사진) 글리제 229B는 외계 행성 및 갈색왜성 중 간접적인 방법이 아니라 직접 사진을 찍어서 존재를 확증한 첫 번째 사례이다.
글리제 229B는 갈색 왜성으로, 질량은 목성의 약 40배이며 중수소 핵융합을 해서 약간의 빛을 내는게 가능하다.

## 같이 보기
- 적색 왜성
- 갈색 왜성
- 외계 행성